# 30 notti di attività paranormale con l'altra faccia del diavolo dentro la ragazza con il drago tatuato
(Tagline del film)
30 notti di attività paranormale con l'altra faccia del diavolo dentro la ragazza con il drago tatuato (30 Nights of Paranormal Activity With the Devil Inside the Girl With the Dragon Tattoo) è un film del 2013 diretto da Craig Moss. È principalmente una
parodia dei film 30 giorni di buio, Paranormal Activity, L'altra faccia del diavolo e Millennium - Uomini che odiano le donne. Il film è uscito solo in DVD e Blu-ray Disc.

## Trama
Il film inizia con alcune pubblicità su YouTube ed una parodia della serie televisiva Affari al buio, dove due sorelle stanno frugando in un garage per vedere cosa comprarsi, lì trovano una VHS con sopra scritto "FOUND FOOTAGE", incuriosite dal contenuto che può celarsi all'interno, lo inseriscono in un vecchio televisore vicino e con esso inizia il film vero e proprio.
Il filmato inizia con una chiamata al 911 da parte di Herb Rosti (French Stewart) durante il 3 gennaio del 1989. Herb dice allo spedizioniere della polizia che sta venendo posseduto da otto demoni differenti e che ha ucciso cinque persone morte per Toxoplasmosi servendogli dei panini Six Inch Tuna con cui si pulì il culo.
Anni dopo, Dana (Kathryn Fiore), figlia di Herb, sta girando un documentario su suo padre cha ha ucciso varie persone nel loro seminterrato (fra cui il cast di The Artist) mentre si auto-esorcizzava con tre clown. Viene rinchiuso in un ospedale Italiano (chiamato "Ray's Famous Italiano Hospital", in cui lavorano anche i Fratelli Mario)

## Parodie
- 30 giorni di buio (parodia principale)
- Paranormal Activity (parodia principale)
- L'altra faccia del diavolo (parodia principale)
- Millennium: Uomini che odiano le donne (parodia principale)
- YouTube (le scene iniziali)
- Il cavaliere oscuro: Il ritorno
- La leggenda del cacciatore di vampiri
- Ghost Hunters (serie televisiva)
- Il cigno nero
- Affari al buio (serie televisiva)
- The Artist
- Super Mario (scena dell'ospedale "italiano")
- Hunger Games